# Anwärter der VP
Anwärter der VP (offiziell: Anwärter der Deutschen Volkspolizei) bezeichnete den niedrigsten Mannschaftsdienstgrad (OR-1) der Volkspolizei-Bereitschaften sowie der übrigen uniformierten Volkspolizei der DDR bis 1990.
| Dienstgrad        |                 |                                 |
| niedriger: keiner | Anwärter der VP | höher: Unterwachtmeister der VP |